# Jeff Van Drew
Jefferson Van Drew, detto Jeff (New York, 23 febbraio 1953), è un politico statunitense, membro della Camera dei Rappresentanti per lo stato del New Jersey.

## Biografia
Dopo aver esercitato la professione di dentista per 30 anni, Van Drew entra in politica per la prima volta nel 1991 quando viene eletto nel consiglio comunale di Dennis, comune di cui è poi sindaco dal 1994 al 1995 e nuovamente dal 1997 al 2003. Nel 2007 viene eletto al Senato del New Jersey dove rimane per 10 anni.
Nel 2018 si candida alla Camera dei Rappresentanti nel secondo distretto del New Jersey, il più grande dello Stato rappresentato per 22 anni dal repubblicano Frank LoBiondo che aveva annunciato il suo ritiro. Il 5 giugno vince le primarie democratiche con il 55,4% dei voti. Nelle elezioni di mid-term 2018 vince contro il repubblicano Seth Grossman con il 52,9% dei voti venendo eletto deputato.
Il 18 dicembre 2019 Van Drew è l'unico democratico insieme a Collin Peterson a votare contro entrambi gli articoli di impeachment per il presidente Donald Trump. Il giorno successivo annuncia ufficialmente il suo passaggio al Partito Repubblicano in una conferenza stampa insieme a Trump. È stato rieletto nel 2020, sconfiggendo la candidata democratica Amy Kennedy. Van Drew in seguito ha sostenuto gli sforzi di Trump e dei suoi alleati per ribaltare i risultati delle elezioni presidenziali del 2020.

## Vita privata
Van Drew e sua moglie, Ricarda, hanno due figli. È residente a Dennis Township.  Van Drew è stato presidente della New Jersey Dental Society ed esperto del New Jersey Board of Dentistry.
Van Drew è un massone al Cannon Lodge No. 104 a South Seaville, nel New Jersey.